# Alcan

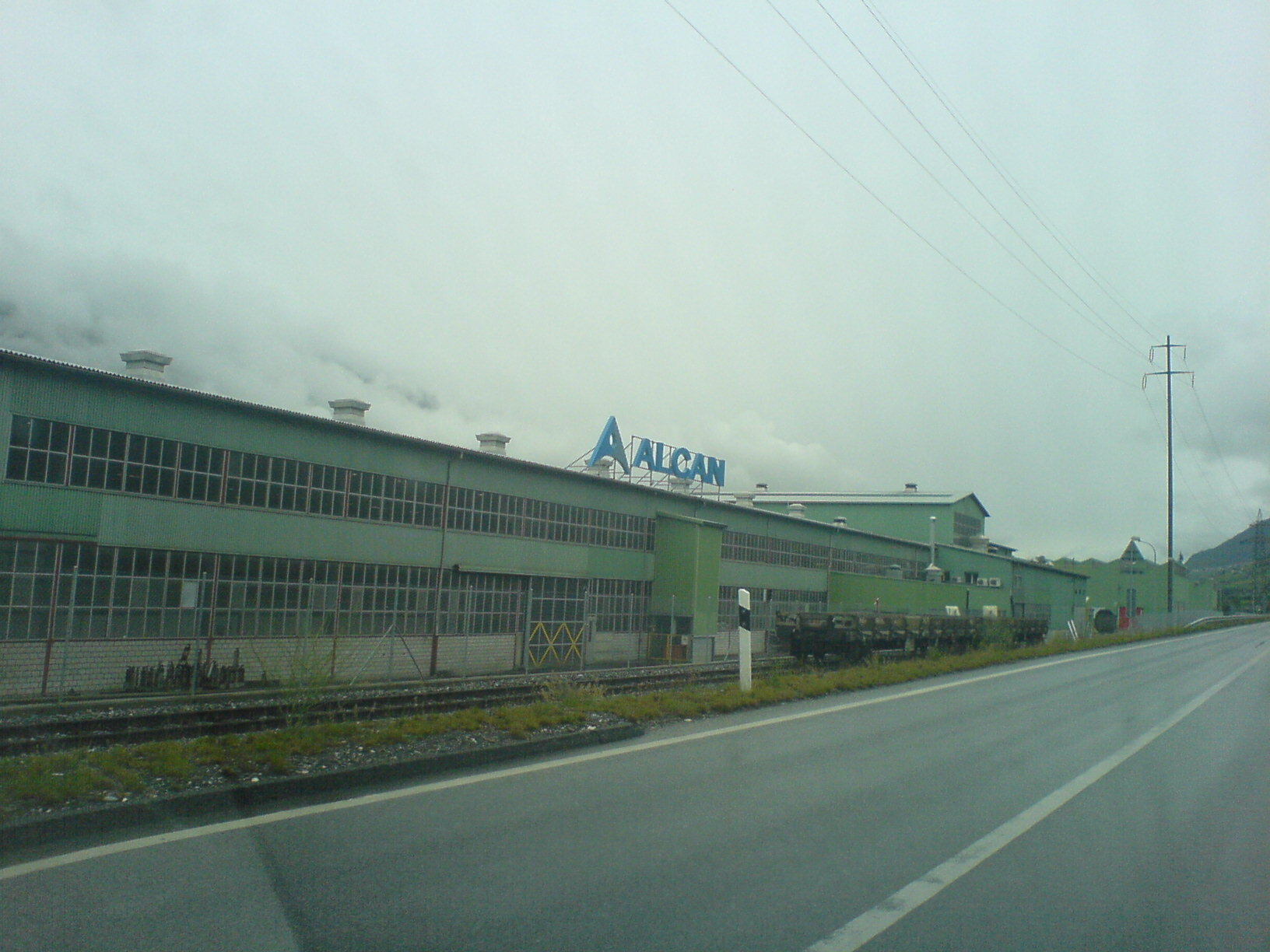
Fabriek van Alcan in Sierre, Zwitserland

Alcan is een Canadees bedrijf en de op een na grootste producent van aluminium ter wereld (na Alcoa).
Alhoewel het ontginnen van aluminium uit bauxiet een van de voornaamste activiteiten is (het bedrijf is eigenaar van zes bauxietmijnen), maakt Alcan ook producten voor de industrie en voor consumenten, zoals composieten en legeringen, maar ook bijvoorbeeld voedselverpakkingen en folies.
Met 31.000 werknemers en 140 vestigingen in 30 landen is Alcan Packaging gevestigd in vijf continenten. Het bedrijf is gespecialiseerd in verpakkingen voor tabaksproducten, voedingsmiddelen, farmaceutische producten en producten voor lichamelijke verzorging.
Het Amerikaanse Alcoa toonde in mei 2007 interesse in Alcan en bood $28 miljard voor alle aandelen. Rio Tinto Group kwam een paar maanden later met een hoger bod van $38 miljard (€28 miljard) en was succesvol. Rio Tinto verwachtte synergievoordelen ter waarde van $600 miljoen te kunnen realiseren, dat is 16% van de gezamenlijke bedrijfswinst over 2006 van beide aluminium bedrijven. Alle aluminiumactiviteiten van Rio Tinto en Alcan zijn samengebracht en gaan verder onder de nieuwe naam Rio Tinto Alcan. Hiermee is dit het grootste aluminiumbedrijf ter wereld. Het Nederlandse Aluchemie, dat anodes voor de aluminiumindustrie produceert, maakt sindsdien ook onderdeel uit van Rio Tinto Alcan.